# Fundacja Orange
Fundacja Orange – polska fundacja korporacyjna powołana w 2005 r. przez Orange Polska do realizacji celów społecznie użytecznych (wtedy pod nazwą Fundacja Grupy TP). Prowadzi autorskie, ogólnopolskie programy edukacyjne dla dzieci, młodzieży, nauczycielek i nauczycieli. Od 2016 jest organizacją pożytku publicznego.
Jej misja to: Fundacja Orange uczy jak używać nowych technologii mądrze i kreatywnie, aby każdy mógł w pełni rozwinąć swój potencjał.

## Działalność
Fundacja Orange działa na rzecz nowoczesnej edukacji, wspiera dzieci, młodzież, nauczycieli w nabywaniu kompetencji przyszłości. Działa na rzecz grup zagrożonych wykluczeniem społeczno-cyfrowym. Pomaga kształtować zdrowe nawyki cyfrowe, poznawać podstawy bezpieczeństwa w sieci, programowania, sztucznej inteligencji, druku 3d i realizować kreatywne pomysły z wykorzystaniem cyfrowych zasobów. Zajmuje się też kwestią stanu poszanowania praw i podmiotowości dzieci w dobie społeczeństwa informacyjnego. Tworzy swoje inicjatywy na podstawie badań i konsultacji oraz dotychczasowych doświadczeń. Organizacja jest członkiem Forum Darczyńców, Koalicji Otwartej Edukacji oraz Ogólnopolskiej Federacji Organizacji Pozarządowych.
Swoimi działaniami na rzecz bezpieczeństwa w sieci objęła ponad 2 mln dzieci i młodzieży, a rocznie 3000 pracowniczek i pracowników Orange Polska angażuje się w wolontariat pracowniczy koordynowany przez fundację.
W latach 2015–2020 prezeską Fundacji Orange była Ewa Krupa. Od kwietnia 2020 roku prezesem był Konrad Ciesiołkiewicz. We wrześniu 2024 roku zastąpiła go na tym stanowisku Anna Kowalik-Mizgalska. Fundacja w Polsce jest jedną z 23 Fundacji Orange, które działają na świecie i w imieniu operatora prowadzą działania z zakresu społecznego zaangażowania i CSR.

## Programy fundacji
- - MegaMisja (edukacja medialna, nauka zdrowych nawyków cyfrowych dla dzieci z klas I-III) – program działa w 1400 szkołach, a skorzystało z niego 35 000 dzieci;
  - #SuperKoderzy (innowacyjne lekcje z elementami programowania dla klas IV-VIII, także poza lekcjami informatyki) – cykle zajęć odbyły się w 910 szkołach dla 19 000 dzieci;
  - #BurzaMózgów (kurs o sztucznej inteligencji dla nauczycielek i nauczycieli)
  - Lekcja: Enter (szkolenia z kompetencji cyfrowych dla 75 tys. nauczycielek i nauczycieli, finansowany ze środków UE);
  - Pracownie Orange (wyposażenie i wsparcie w prowadzeniu multimedialnych świetlic w małych miastach i wsiach) – otwarto ponad 120 Pracowni;
  - FabLab powered by Orange (przestrzeń łącząca nowe technologie z rzemiosłem);
  - Program wolontariatu pracowniczego;
  - konkurs: Nauczyciel Jutr@ wraz z Głosem Nauczycielskim
  - fundacja zajmuje się też kwestią stanu poszanowania praw i podmiotowości dzieci w dobie społeczeństwa informacyjnego, wydaje na ten temat raport „Dojrzeć do praw”

## Kampania społeczna #jestnaswiecej
21 marca 2019 Fundacja uruchomiła kampanię społeczną pod hasłem #jestnaswiecej. U jej podstaw leżą m.in. wyniki badań EU Kids online 2018 Polska, których fundacja jest partnerem. Wynika z nich, że hejt wśród nastolatków jest poważnym problemem. Symbolem kampanii jest jedna pomarańczowa sznurówka wpleciona w but, jako znak sprzeciwu wobec hejtu i symbol solidarności z jego ofiarami.
Ambasadorami akcji byli Tomasz Lach „Tomson” i Aleksander Milwiw-Baron „Baron”, a od czasu uruchomienia kampanii, dołączyli do niej: Adam Bodnar, rzecznik praw obywatelskich, Nieprzygotowani – Nowe Pokolenie oraz zespół Fundacji Dajemy Dzieciom Siłę, która jest partnerem kampanii.

## Wyróżnienia
- - 2023 tytuł Dobroczyńca Roku 2023 dla programu wolontariatu pracowniczego w Orange
  - 2022- tytuł Dobroczyńcy Roku 2022dla Fundacji Orange w kategorii „Kultura i edukacja”
  - 2022 – wyróżnienie w Nagrodzie im. Janusza Korczaka organizowanej przez Uczelnię Korczaka
  - 2018 – Dobroczyńca roku w kategorii „Projekt społeczny fundacji korporacyjnej” dla FabLab powered by Orange[12]
- 2016 – European Digital Skills 2016 dla programu #SuperKoderzy[13]
- 2016 – Najbardziej znaczące inicjatywy w edukacyjnej działalności biznesu dla programów MegaMisja i Bezpiecznie Tu i Tam, przyznane przez Forum Odpowiedzialnego Biznesu i dziennik Rzeczpospolita[14]
- 2015 – Medal Zasłużony dla Kultury Polskiej dla Marii Adamiec, koordynatorki programu Akademia Orange, przyznana przez Ministerstwo Kultury i Dziedzictwa Narodowego[15]
- 2014 – Specjalna Gwiazda Dobroczynności przyznana pracownikom Orange przez Akademię Rozwoju Filantropii w Polsce za udział w akcji „Świąteczne prezenty w słusznym celu[16]
- 2012 – Dobroczyńca Roku – za współpracę z innymi organizacjami w działaniach na rzecz dzieci z wadą słuchu.
- 2012 – Dobroczyńca Roku[17] za program wolontariatu pracowniczego w Orange.
- 2009 – Dobroczyńca Kultury Polskiej w kategorii „ofiarodawca” – za Wirtualne Muzeum Powstania Warszawskiego, wyróżnienie przyznawane przez Ministerstwo Kultury i Dziedzictwa Narodowego[18].
- 2009 – Medal Przyjaciel Integracji – za działania na rzecz środowiska osób z niepełnosprawnością, przyznany przez Stowarzyszenie Przyjaciół Integracji[19].
- 2008 – Wyróżnienie „Dobroczyńca Roku” w kategorii Edukacja, przyznawane przez Stowarzyszenie Akademia Rozwoju Filantropii w Polsce[20].
- 2007 – Złote Spinacze, IPRA – nagrody Public Relations za program „Szkoła bez przemocy”[21].

## Źródła przychodów
Fundacja utrzymuje się z donacji bezpośredniej od fundatorów to jest od Orange Polska SA. W 2010 otrzymała ona łącznie 15 848 632,28 zł dotacji, z czego 15 795 410,09 zł pochodzi od fundatorów. W 2017 otrzymała dotację fundatora w wysokości 10 489 059,59

## Zakończone projekty
- Bezpiecznie Tu i Tam (działania na rzecz bezpieczeństwa dzieci w internecie)[23];
- Zaprogramuj przyszłość[24];
- Akcja E-motywacja (aktywizacja osób starszych w bibliotekach);
- Telefon do mamy (darmowe połączenia telefoniczne dla dzieci w szpitalach);
- Dźwięki Marzeń (rehabilitacja małych dzieci z wadą słuchu);
- Wolontariat pracowniczy w Orange (zaangażowanie pracowników Orange Polska w projekty społeczne na rzecz potrzebujących);
- Akademia Orange;
- Orange dla bibliotek;
- Rzeczpospolita Internetowa;
- Polskie Talenty;
- Szkoła bez przemocy (zapewnienie społecznościom szkolnym narzędzi do przeciwdziałania przemocy wśród uczniów i promocja wartości opartych na współpracy oraz postaw prospołecznych).